# Zolder 6-timmars

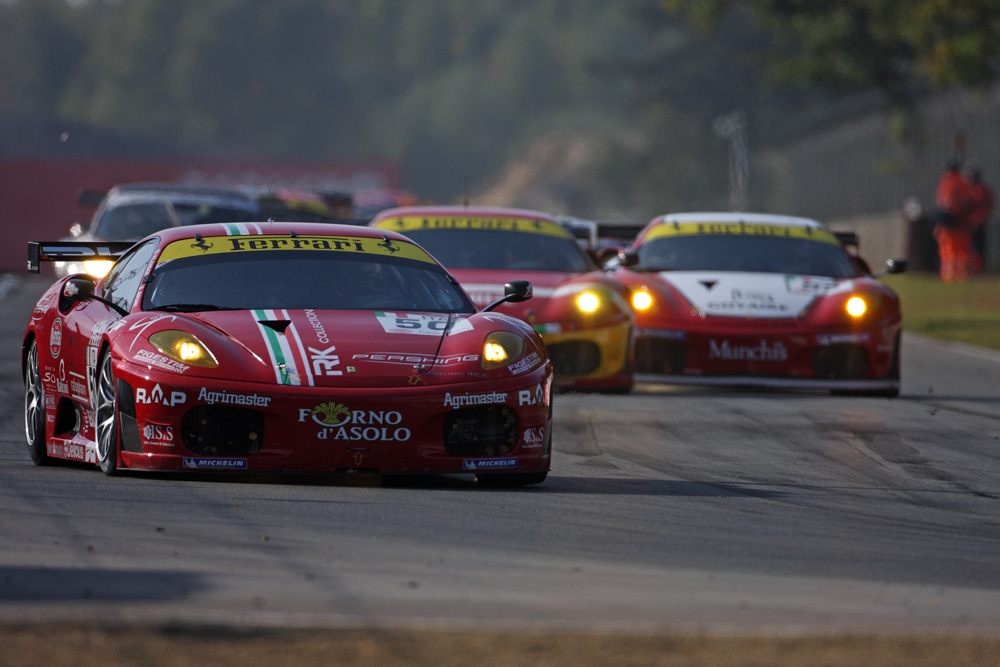
GT2-klassen 2008.

Circuit Zolder

Zolder 6-timmars är en långdistanstävling för sportvagnar som körs på Circuit Zolder i Belgien.  

## Historia
Sportvagnstävlingen på Zolder var under 2000-talet en deltävling i FIA GT.

## Vinnare
| År        | Förare                                  | Bil                             | Distans        | Mästerskap                         |                |
| --------- | --------------------------------------- | ------------------------------- | -------------- | ---------------------------------- | -------------- |
| 1997      | Fredy Lienhard Didier Theys             | Ferrari 333 SP                  | 200 km         | International Sports Racing Series |                |
| 1998      | Ingen tävling                           | Ingen tävling                   | Ingen tävling  | Ingen tävling                      | Ingen tävling  |
| 1999      | Olivier Beretta Karl Wendlinger         | Chrysler Viper GTS-R            | 3 timmar       | FIA GT Championship                |                |
| 2000      | Julian Bailey Jamie Campbell-Walter     | Lister Storm                    | 3 timmar       | FIA GT Championship                |                |
| 2001      | Christophe Bouchut Jean-Philippe Belloc | Chrysler Viper GTS-R            | 3 timmar       | FIA GT Championship                |                |
| 2002-2006 | Inga tävlingar                          | Inga tävlingar                  | Inga tävlingar | Inga tävlingar                     | Inga tävlingar |
| 2007      | Karl Wendlinger Ryan Sharp              | Aston Martin DBR9               | 2 timmar       | FIA GT Championship                |                |
| 2008      | Andrea Bertolini Michael Bartels        | Maserati MC12                   | 2 timmar       | FIA GT Championship                |                |
| 2009      | Alessandro Pier Guidi Matteo Bobbi      | Maserati MC12                   | 2 timmar       | FIA GT Championship                |                |
| 2010      | Ingen tävling                           | Ingen tävling                   | Ingen tävling  | Ingen tävling                      | Ingen tävling  |
| 2011      | Marc Basseng Markus Winkelhock          | Lamborghini Murciélago 670 R-SV | 2 timmar       | FIA GT1-VM                         |                |
| 2012      | Matthew Halliday Mike Parisy            | Porsche 997 GT3 R               | 1 timme        | FIA GT1-VM                         |                |
| 2013      | Peter Kox Štefan Rosina                 | Lamborghini Gallardo LP560-4    | 1 timme        | FIA GT Series                      |                |
| 2014      | Maximilian Götz Maximilian Buhk         | Mercedes-Benz SLS AMG GT3       | 1 timme        | Blancpain Endurance Series         |                |
| 2015      | Robin Frijns Laurens Vanthoor           | Audi R8 LMS Ultra               | 1,5 timmar     | Blancpain Endurance Series         |                |